# Schwerinsdorf
Schwerinsdorf (ostfr. Plattdeutsch Steern) ist eine Gemeinde in der Samtgemeinde Hesel im ostfriesischen Landkreis Leer, Niedersachsen. Die Gemeinde hat 722 Einwohner und erstreckt sich auf einer Fläche von 5,57 Quadratkilometern.

## Geografische Lage
Die Gemeinde liegt zwischen Hesel und Remels an der ehemaligen Bundesstraße 75 (heute Landesstraße 24). Administrativ gehört Schwerinsdorf zur Samtgemeinde Hesel im Norden des Landkreises Leer. Nachbargemeinden sind Firrel im Norden und Hesel im Westen (beide ebenfalls zur Samtgemeinde Hesel gehörig) sowie Uplengen im Osten.

## Geschichte

### Von der Gründung 1802 bis zum Ende des Kaiserreichs 1918
Ausgangspunkt der heutigen Gemeinde Schwerinsdorf war das am 15. Juni 1799 vorgebrachte Ersuchen eines Pächters des Dominialgutshofs Kloster Barthe bei der preußischen Kriegs- und Domänenkammer Aurich, für seinen Sohn ein Stück Moor auf heutigem Gemeindegebiet zu pachten, auf dem dieser sich ansiedeln könne. Die ersten Siedler bauten sich jedoch erst ab 1802 ihre bescheidenen Häuschen im Moor, da zuvor noch Grenzfestlegungen mit den Nachbarorten Selverde, Hasselt und Kleinoldendorf sowie mit dem Dominialgut zu klären waren. Benannt wurde die neue Kolonie nach Friedrich Carl Heinrich von Schwerin (1768–1805), Präsident der Kriegs- und Domänenkammer in Aurich von 1798–1803 und 1804/05. Er nahm sich 1805 in Aurich das Leben. Unter ihm war die zeitweilig ausgesetzte Moorkolonisierung in Ostfriesland wieder aufgenommen worden. Bis dahin hatte die Kolonie „bey dem Kloster Barthe“ geheißen.
Nach 1815 trat das Königreich Preußen Ostfriesland an das Königreich Hannover ab. Innerhalb Hannovers gehörte Schwerinsdorf zum Amt Stickhausen, darin zur Amtsvogtei Remels und darin wiederum zur Untervogtei Hesel. 1848 bildete Hesel eine eigenständige Vogtei innerhalb des Amts Stickhausen.
„Bei dem Jahre 1803 war hier alles uncultivirt, in einer unabsehbaren Wildniß, aus dürrem Sandboden oder Morästen bestehend“, hieß es später in einem Rückblick des zuständigen Amtes Stickhausen, zu dem das Schwerinsdorfer Gebiet von Anbeginn gehörte. Bereits 1816 wurde die weitere Ansiedlung von Kolonisten durch die Amtsleute des Königreichs Hannover wieder forciert. Die Kolonisten stellten in den Anfangsjahrzehnten häufig Anträge, ihre Kolonate vergrößern zu dürfen, damit die landwirtschaftliche Basis ausreichte. Grundlage der Moorkolonien war die Moorbrandkultur. Dabei wurden im Sommer kleine Gräben angelegt, um ein Stückchen Moor zu entwässern. Im Herbst wurde das Moor in Schollen gehackt, die im Winter durchfroren und im darauffolgenden Frühjahr geeggt wurden. Im späten Frühjahr zündeten die Kolonisten die bearbeiteten Moorflächen an und legten Samen zumeist von Buchweizen in die Asche, der sehr schnell wächst und nach wenigen Wochen geerntet werden konnte. Der Buchweizen, ein Knöterichgewächs, wurde danach verarbeitet. Angebaut wurden auch Kartoffeln, Roggen und Hafer. Der Moorboden war durch diese Form der Bearbeitung allerdings nach einigen Jahren ausgelaugt, so dass die Erträge sanken. Den Anträgen auf Kolonatsvergrößerung wurde nach entsprechenden Inspektionen und Berichten der Stickhauser Amtsleute an die Landdrostei Aurich oftmals stattgegeben – ebenso wie die zu entrichtende Erbpacht oft gestundet, gelegentlich auch gesenkt wurde. Dennoch mussten Kolonisten ihr Vorhaben, sich im Moor eine Existenz aufzubauen, häufig aufgeben. Über den Kolonisten Jannes Hinrich Bartels wird berichtet, dass er 1810 – also nur wenige Jahre nach Gründung der Kolonie – sein Grundstück veräußern musste, weil die Schuldenlast zu groß geworden war. Problematisch wurde es besonders dann für die Siedler, wenn die Witterung die Ernte verdarb, was etwa bei Hagelschlag oder Spätfrösten oft der Fall war.
Bei Gemeinheitsteilungen in der ersten Hälfte des 19. Jahrhunderts wurde die Schwerinsdorfer Gemarkung um Flächen der Gemeinde Selverde erweitert. Diese trat 140 Diemat Land an den Ort ab. Nicht selten allerdings vergrößerten die Kolonisten ihre Flächen auch eigenmächtig, zudem zogen Neusiedler auch ohne Erlaubnis nach Schwerinsdorf, um in „Eigenregie“ und ohne behördliche Genehmigung ein Stück Land in Kultur zu nehmen. Nicht selten handelte es sich um Kolonisten, die bereits in anderen Moorkolonien der Region gescheitert waren. Dem Amt Stickhausen schien es daher geboten, künftig über die Bewerber um neue Kolonate Erkundigungen einzuziehen, schien es dabei selbst jedoch nicht allzu genau genommen zu haben, wie aus Klagen von Alteingesessenen über neu Hinzugezogene hervorging.
Zwischen 1839 und 1841 wurde der Weg von Hesel nach Oldenburg ausgebaut.

### Weimarer Republik und Nationalsozialismus
In ganz Ostfriesland zeigte sich in den ersten fünf Jahren der Weimarer Republik ein Wählerumschwung weg von den zunächst starken liberalen Parteien hin zu rechten und rechtsextremen Parteien. In Schwerinsdorf zeigte sich dieser Wechsel in der Wählergunst noch deutlicher als in vielen anderen Moor- und Geestgemeinden der Region. Dort erreichte die linksliberale Deutsche Demokratische Partei bei der Wahl zur Deutschen Nationalversammlung 55,9 Prozent der Wählerstimmen, gefolgt von der nationalliberalen Deutschen Volkspartei mit 27 Prozent. Auf Rang drei folgte die SPD, für die sich knapp 16 Prozent der Wähler entschieden. Diese drei verfassungsbejahenden Parteien kamen also zusammen auf fast 100 Prozent der Stimmen. DDP und SPD allein, beide Parteien der Weimarer Koalition, errangen zusammengenommen immerhin noch etwa 72 Prozent der Stimmen. Die DNVP landete mit rund einem Prozent der Wählerstimmen abgeschlagen auf Rang vier. Fünf Jahre später hatte sich dieses Bild ins Gegenteil gewandelt: Bei der Reichstagswahl im Mai 1924 errangen rechte Parteien die absolute Mehrheit: Der Völkischsoziale Block gewann 53,7 Prozent der Stimmen, die DNVP weitere fast 38 Prozent. Auch in den Folgejahren behielten die rechtsextremen Parteien bei Reichstagswahlen die Oberhand, während auf kommunaler Ebene zumeist lokale Wählergruppen siegten. Bei der Reichstagswahl 1930 wurden die Nationalsozialisten mit 37 Prozent erstmals stärkste Partei; in den nächsten drei Jahren bauten sie die Vorrangstellung weiter aus. Im Juli 1932 holten die Nazis in Schwerinsdorf 96 Prozent der Stimmen, lediglich sechs Einwohner des Ortes wählten nicht die NSDAP. Bei der letzten Reichstagswahl im März 1933 errang die NSDAP erneut 95 Prozent. Bei einer Rückschau im Jahre 1947 erklärte das langjährige Gemeinderatsmitglied Rindert Post, selbst ein Gegner der Nazis: „Durch Propaganda geblendet, glaubte besonders der Landmann damals, eine bessere Zukunft erwarten zu können.“
Der bereits während der Weimarer Republik (seit 1924) amtierende Bürgermeister Hinrich Janssen verblieb in seinem Amt. Der Gemeinderat allerdings wurde 1934 in einen Gemeindebeirat umgewandelt, der bei örtlichen Angelegenheiten nur noch zu hören war, jedoch nur noch wenig Entscheidungsbefugnisse mehr hatte. Das bereits 1933 erlassene Reichserbhofgesetz schlug auch in der Gemeinde Schwerinsdorf durch: Mehrere Landwirte versuchten, sich gegen das darin enthaltene Veräußerungsverbot zu wehren, jedoch vergeblich. Eine Auseinandersetzung vor dem Hintergrund des Kirchenkampfes entwickelte sich zwischen dem Firreler Pastor Ludwig Heinemeyer und dem Schwerinsdorfer Lehrer Andreas van Dieken, der der NSDAP beigetreten war. Van Dieken gehörte zwar nicht den Deutschen Christen an, sah in Heinemeyer aber einen Vertreter oder Anhänger der Bekennenden Kirche und suchte daher bei jeder Gelegenheit, Ansprachen des Pastors in Schwerinsdorf zu verhindern. So wurde ein Gottesdienst zu Neujahr 1934 durch Bollerschüsse gestört, und noch 1939 verweigerte van Dieken dem Pastor, die Schule für kirchliche Zwecke zu nutzen. Van Dieken übernahm 1942 auch die Leitung des neu geschaffenen NSDAP-Stützpunktes Schwerinsdorf.
Während des Zweiten Weltkrieges übernahmen die Frauen die Arbeit, die die eingezogenen Soldaten zuvor verrichtet hatten. Auch Zwangsarbeiter wurden nach Schwerinsdorf verschleppt, nachgewiesen ist die Arbeit eines Belgiers, einer Polin mit ihrem Sohn sowie eines jugendlichen Russen. Gegen Ende des Krieges bestand zudem ein sogenanntes „Holländerlager“ in der Schwerinsdorfer Schule, über die Zahl der dort internierten Personen ist jedoch nichts bekannt. Bereits am 8. März 1945 trafen in der Gemeinde die ersten Vertriebenen aus den Ostgebieten des Reiches ein. Nachdem die alliierten Truppen Ende April 1945 Leer eingenommen hatten, rückten sie weiter in nordöstliche Richtung vor. Eine Volkssturmtruppe unter der Leitung des NSDAP-Ortsführers van Dieken wurde aufgeboten, leistete bei der Ankunft der kanadischen und polnischen Truppen jedoch keinen Widerstand. Wehrmachtssoldaten auf dem Rückzug lieferten sich allerdings Kämpfe mit den heranrückenden Alliierten, die ihrerseits das Feuer erwiderten. Dabei wurden die Lehrerwohnung und sechs weitere Häuser im Ort zerstört. Am 2. Mai 1945 herrschte in Schwerinsdorf Waffenruhe.

### Nachkriegszeit
Bei der ersten Bundestagswahl errang die CDU 76,2 Prozent der Stimmen, vor SPD (8,8 Prozent), FDP (5,2 Prozent) und der rechtsextremen DRP (4,2 Prozent). An der Dominanz der Christdemokraten änderte sich in den folgenden Jahrzehnten nichts, womit Schwerinsdorf wie die Nachbarorte der Gemeinde Uplengen und der Samtgemeinde Jümme sowie Teilen der Samtgemeinde Hesel zu denjenigen Landstrichen Ostfrieslands zählt, in denen die Christdemokraten lange Zeit weit überdurchschnittliche Ergebnisse im ansonsten sozialdemokratisch geprägten Ostfriesland erreichten. Die Sozialdemokraten kamen bis einschließlich der Bundestagswahl 1969 nur in den kleineren zweistelligen Prozentbereich der abgegebenen Stimmen, wohingegen die Christdemokraten Ergebnisse von bis zu 87,6 Prozent (Bundestagswahl 1965) einfuhren. Bei der „Willy-Brandt-Wahl“ 1972 erreichten die Sozialdemokraten ihr bis dahin bestes Ergebnis von 27 Prozent (CDU: 68 Prozent). Seither hat die SPD in der Wählergunst aufgeholt, bei der Bundestagswahl 2002 lag sie mit 46,7 Prozent sogar vor der CDU (43,8 Prozent). Die nächstfolgende Bundestagswahl sah die CDU jedoch wieder mit 48,2 Prozent vorn (SPD: 37,8 Prozent). Die kleineren Parteien spielten bei Bundestagswahlen nur eine untergeordnete Rolle (2005: FDP mit 6,3 %, die Grünen mit 3,4 % und Die Linke mit 2 Prozent). Die Geschicke der Gemeinde leitete – mit einer kurzen Unterbrechung 1947 – Hinrich Janssen, der schon zu Zeiten der Weimarer Republik dieses Amt innehatte. Er blieb bis 1968 Bürgermeister und wurde danach zum Ehrenbürger Schwerinsdorfs erklärt. Auf kommunaler Ebene hat sich im Laufe der Jahre die lokale Wählergruppe „Steerner Wählergemeinschaft“ eine führende Rolle gesicher. Sie verfügt aktuell über sieben von elf Mandaten im Gemeinderat, SPD und CDU kommen jeweils auf zwei Mandate.

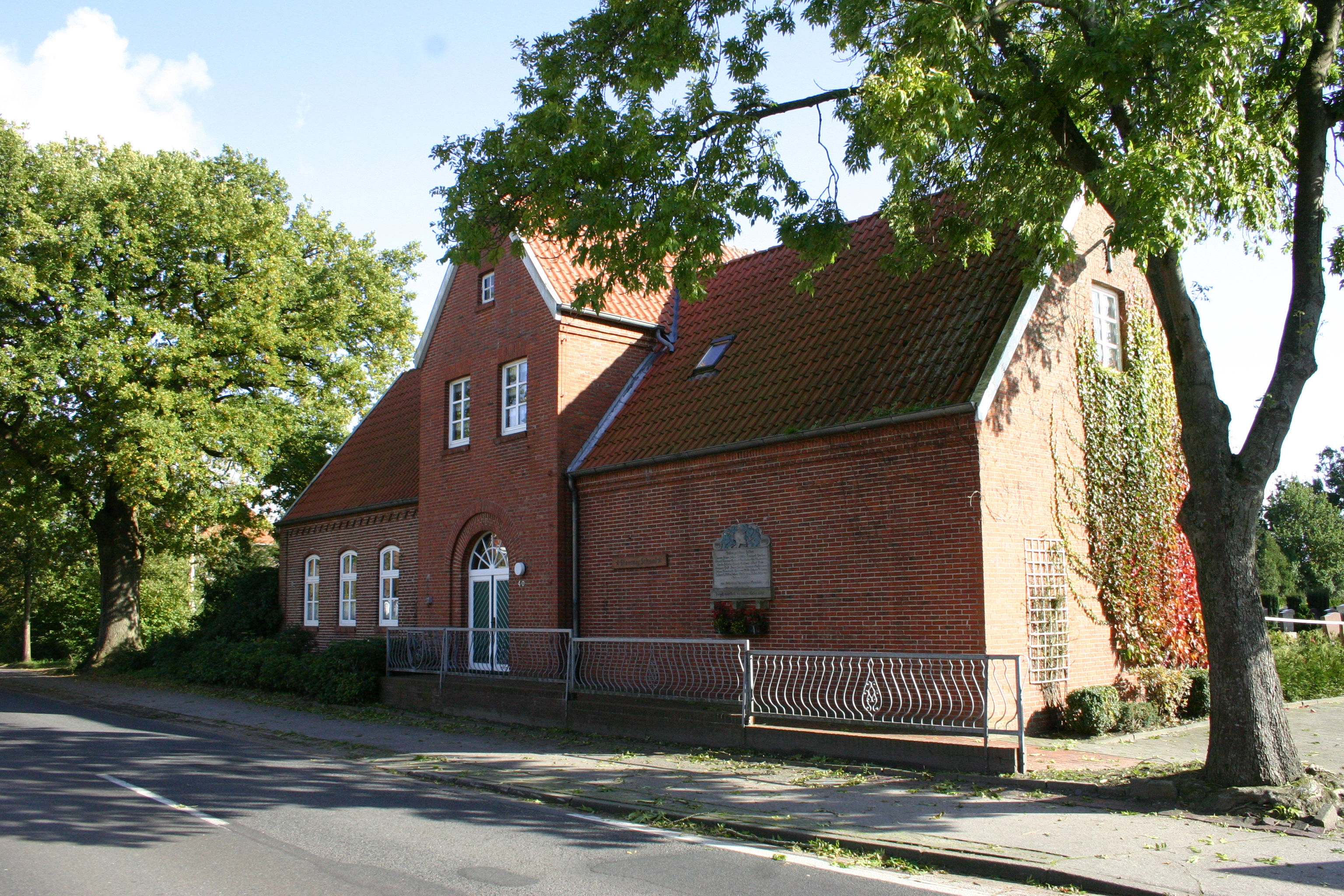
Früher Dorfschule, heute befindet sich im Erdgeschoss ein Versammlungsraum der Freiwilligen Feuerwehr und im Dachgeschoss die Räumlichkeiten vom Steerner Kring

Die Zerstörung der Lehrerwohnung in den letzten Kriegstagen 1945 war für lange Zeit ein Hindernis bei der Wiederaufnahme des Schulbetriebs in der Gemeinde. Ende der 1940er-Jahre gab es in Schwerinsdorf 140 Schüler, aber nur zwei Lehrer. Diese waren in Notunterkünften untergebracht, für einen geforderten dritten Lehrer war überhaupt kein Raum vorhanden. Erst 1948 wurde ein entsprechender Antrag bewilligt. Seit den 1960er-Jahren machten sich zunehmende Zentralisierungstendenzen bemerkbar. Zunächst wurde für die Klassen ab Stufe fünf der Schulzweckverband „Kloster Barthe“ mit der neuen Mittelpunktschule in Hesel gegründet. Dem schlossen sich auch die Schwerinsdorfer an, obwohl die Orientierung ebenso in Richtung Remels ging. Schließlich wurde 1974 auch die Grundschule in Schwerinsdorf geschlossen und die Schüler fortan in Hesel beschult. Damit gingen für den Ort etwa eineinhalb Jahrhunderte Schulgeschichte zu Ende. Die frühere Schule ist im Jahr 2000 zu einem Dorfgemeinschaftshaus umfunktioniert worden.
Mit Wirkung zum 1. Januar 1973 trat die Gemeinde Schwerinsdorf der Samtgemeinde Hesel bei. Ein Wappen erhielt die Gemeinde erst im Jahre 1987 auf Anregung der örtlichen Feuerwehr, die bis dato kein Emblem auf ihren Uniformen tragen konnte. Es zeigt (heraldisch) rechts die rote Raute, die dem Wappen der Grafenfamilie von Schwerin entnommen ist, und links einen Stern als Hinweis auf den Gasthof, dem die Schwerinsdorfer ihren plattdeutschen Namen „Steerner“ verdanken. Aufgenommen wurde in das vom Leeraner Grafiker Panenborg entwickelte Wappen zudem ein Kleeblatt als Symbol für die landwirtschaftliche Prägung der Gemeinde.

## Politik

### Gemeinderat
Der Rat der Gemeinde Schwerinsdorf besteht aus 9 Ratsfrauen und Ratsherren. Dies ist die festgelegte Anzahl für die Mitgliedsgemeinde einer Samtgemeinde mit einer Einwohnerzahl zwischen 501 und 1.000 Einwohnern. Die 9 Ratsmitglieder werden durch eine Kommunalwahl für jeweils fünf Jahre gewählt. Die aktuelle Amtszeit begann am 1. November 2021 und endet am 31. Oktober 2026.
Die letzte Kommunalwahl vom 11. September 2021 ergab das folgende Ergebnis:
| Partei             | Anteilige Stimmen | Anzahl Sitze |
| ------------------ | ----------------- | ------------ |
| Zukunft für Steern | 55,35 %           | 5            |
| AWG Steern         | 19,57 %           | 2            |
| SPD                | 13,88 %           | 1            |
| Leerhoff           | 11,2 %            | 1            |

Die Wahlbeteiligung bei der Kommunalwahl 2021 lag mit 67,21 % deutlich über dem niedersächsischen Durchschnitt von 57,1 %. Zum Vergleich: Bei der Kommunalwahl 2016 lag sie mit 61,7 % ebenfalls deutlich über dem niedersächsischen Durchschnitt von 55,5 %. Zum Vergleich – bei der vorherigen Kommunalwahl vom 11. September 2011 lag die Wahlbeteiligung bei 61,2 %.

### Wappen
| | Blasonierung: „Von Gold (Gelb) und Rot gespalten; vorn eine rote Raute, hinten über einem goldenen (gelben) vierblättrigen Kleeblatt ein goldener (gelber) fünfzackiger Stern.“ |
| Wappenbegründung: Das Wappen wurde am 20. September 1988 vom Regierungspräsidenten von Weser-Ems verliehen. Graf Schwerin war zu Anfang des 19. Jahrhunderts Regierungspräsident in Regierungspräsident in Aurich. Ihm zu Ehren wurde das Dorf benannt. Sein Zeichen, war die rote Raute auf goldenem Grund. Der Stern, stammt vermutlich aus dem 17. Jahrhundert und war zu dieser Zeit an einem Gasthaus zur Orientierung für den Postwagen angebracht, der täglich von Westerstede nach Leer fuhr. Bei dem Gasthaus wurden die Pferde gewechselt und den Fahrern wurde warmes Essen gereicht. Das vierblättrige Kleeblatt symbolisiert die Landwirtschaft in der Gemeinde. | |

### Flagge
|  | 00Hissflagge:„Die Flagge ist gelb-rot geteilt mit dem aufgelegten Wappen in der Mitte.“ |

## Kultur und Sehenswürdigkeiten
Ein Vereinsleben entwickelte sich in Schwerinsdorf – abgesehen von der 1911 gegründeten Kyffhäuserkameradschaft – erst relativ spät. 1968 wurde der SV Stern Schwerinsdorf gegründet, der im Wesentlichen über Fußballteams verfügt. Als Heimat- und Bürgerverein kam 1983 der „Steerner Kring“ hinzu.

### Kyffhäuserkameradschaft Schwerinsdorf und Umgebung
Die „Kyffhäuserkameradschaft Schwerinsdorf und Umgebung“ ist der älteste Verein in der Gemeinde Schwerinsdorf (Gründung 1911) mit etwa 100 Mitgliedern. Der Verein betreibt aktiv den Schießsport und besitzt am Schoolpad einen eigenen Luftgewehr-Schießstand. Er ist Mitglied im Kyffhäuserbund und gehört dem Landesverband Bremen/Weser-Ems an. Bereits seit 1928 richtet der Verein jedes Jahr das „Steerner Kriegerfest“ aus. Ferner organisiert die Kameradschaft seit 2002 jährlich einen Flohmarkt auf der Oldendorfer Straße. Beide Veranstaltungen tragen zu einer Bekanntheit des Dorfes im ostfriesischen Raum bei.

### Steerner Kring
Der am 26. August 1983 im Hotel „Goldener Stern“ in Schwerinsdorf gegründete „Steerner Kring“ (Plattdeutsch: „Steern“ für Schwerinsdorf und „Kring“ für „Kreis“) hat sich zum Ziel gesetzt, die bestehenden Vereine und Gruppierungen im Dorf zusammenzuführen, sowie deren kulturellen Aktivitäten zu fördern. Darüber hinaus fördert der Verein im Rahmen seiner Möglichkeiten das Dorfleben. Der Verein veranstaltet jährlich den „Hackselball“, der den Auftakt der Erntefestwoche in der Samtgemeinde Hesel bildet. Beim „Hackselball“ wird zur Eröffnung der Veranstaltung traditionell Korn mit einer alten, von den anwesenden Gästen bedienten Häckselmaschine, zerkleinert und auf der Tanzfläche verteilt.

### Oldtimerclub Schwerinsdorf
Der „Oldtimerclub“ (OTC) wurde 1996 in Schwerinsdorf gegründet. Ihm gehören Liebhaber von alten Maschinen (insbesondere Traktoren) sowie klassischen Autos an. Jedes Jahr zu Pfingsten veranstaltet der Club eines der größten Oldtimertreffen im ganzen Raum Ostfriesland.